# Nova Olinda do Maranhão
Nova Olinda do Maranhão là một đô thị thuộc bang Maranhão, Brasil. Đô thị này có diện tích 2464,124 km², dân số năm 2007 là 17410 người, mật độ 7,07 người/km².